# 馬蒔
馬蒔（?—?），字仲化，号元台（玄台）、自號玄台子，會稽（浙江紹興）人，明朝医学家。

## 生平
馬蒔在太醫院期間，對《素問》及《靈樞》重新分卷註釋，編注《黃帝內經素問注証發微》、《黃帝內經靈樞注証發微》各九卷。《靈樞》自古無全注，馬是最早全注《靈樞》的第一人。